# Пинеберг
 Тази статия е за града в Германия.  За окръга вижте Пинеберг (окръг).  
Пинеберг (на немски: Pinneberg; Pinnbarg) е град в Шлезвиг-Холщайн, Германия, с 42 266 жители (2015).
Намира се на ок. 18 km северозападно от Хамбург. През Средновековието Пинеберг е столица на графство Холщайн-Пинеберг.

## Личности
- Михаел Щих (* 1968), германски тенисист, роден в Пинеберг